# Rina Akiyama
Rina Akiyama (秋山 莉奈 Akiyama Rina?, nacida el 26 de septiembre de 1985) es una actriz japonesa, ídolo gravure y tarento desde Tokio. Sus apariciones más notables se encuentran en dos Series de Kamen Rider: Kamen Rider Agito y Kamen Rider Den-O. Ella también tiene un cameo en Metal Gear Solid 3: Snake Eater en la que ella aparece en un cartel en uno de los niveles. También ha sido nombrado para tener el "Mejor Trasero en Japón" en 2007, que le valió el apodo de "Oshirina" (オシリーナ, Oshirīna), un acrónimo de las palabras "oshiri" (trasero) y "Rina".

## Filmografía
- Kamen Rider Agito - Mana Kazaya (風谷真魚 Kazaya Mana?, 2001-2002)
- Kamen Rider Agito: Project G4 - Mana Kazaya (2001)
- Otasuke Girl - Ayumi Moroi (2002)
- Chocolat - Riruko Mitarai (御手洗リル子 Mitarai Riruko?, 2003)
- Mito Kōmon (2003)
- Zombie-ya Reiko - Himezono Reiko (2004)
- Zombie-ya Reiko, vol.2: Sangeki no jumon - Himezono Reiko (2004)
- Zombie-ya Reiko, vol.3: Ookami no ketsuzoku - Himezono Reiko (2004)
- Cupid no Itazura - Reiko (玲子 Reiko?, 2006)
- GoGo Sentai Boukenger Task 43 - Eve (Santa Claus) (イヴ Ivu?, 2006)
- Eko Eko Azarak - Mirisu (ミリス Mirisu?)
- Kamen Rider Den-O - Naomi (ナオミ Naomi?, 2007-2008)
- Nozokiya - 2007
- Kamen Rider Den-O: I'm Born! - Naomi (2007)
- Kamen Rider Den-O & Kiva: Climax Deka - Naomi (2008)
- Kamen Rider Kiva: King of the Castle in the Demon World - Policewoman (Cameo Role) (婦人警官 Fujin Keikan?, 2008)
- Farewell, Kamen Rider Den-O: Final Countdown - Naomi (2008)
- Heibon Ponch [ "Ponchi" or "Punch" ] - (2009)  ImDB
- Kamen Rider Decade - Naomi (ナオミ Naomi?, 2009)
- Cho Kamen Rider Den-O & Decade Neo Generations: The Onigashima Warship - Naomi (2009)
- Kamen Rider × Kamen Rider × Kamen Rider The Movie: Cho-Den-O Trilogy - Naomi (2010)
- Gothic & Lolita Psycho - Yuki (2010)
- OOO, Den-O, All Riders: Let's Go Kamen Riders - Naomi (2011)
- Kamen Rider × Super Sentai: Super Hero Taisen - Naomi (2012)